# Scotogramma getula
Scotogramma getula är en fjärilsart som beskrevs av Charles E. Rungs 1943. Scotogramma getula ingår i släktet Scotogramma och familjen nattflyn. Inga underarter finns listade.